# 京都市立松原中学校
京都市立松原中学校（きょうとしりつ まつばらちゅうがっこう）は京都市中京区にある公立中学校である。

## 沿革
- 1902年（明治35年）3月 - 現校地（当時：葛野郡朱雀野村大字壬生）に京都市第六高等小学校創設[2]
- 1908年（明治41年）
  - 3月 - 京都市第六高等小学校閉校[3]
  - 4月 - 京都市立商業学校（明治43年（1910年）に京都市立第一商業学校と改称。）が現堀川高校敷地（堀川通蛸薬師下る）より京都市第六高等小学校跡地に移転[3][4]
- 1931年（昭和6年）4月1日 - 京都市立第一商業学校が現京都市立西京高等学校・附属中学校地に移転[4]
- 1935年（昭和10年）4月 - 現校地に京都市立松原商務学校が新たな校舎を設置し移転[5]。（同校は、1934年（昭和9年）4月に市立第一商業・第二商業学校を仮校舎として開校[4][6][7]。）
- 1942年（昭和17年）
  - 3月31日 - 京都市立松原商務学校第一本科廃止[8]
  - 4月1日 - 京都市立松原中学校（旧制中学校）創設[4]
- 1947年（昭和22年）
  - 1月1日 - 京都市立松原中学校が京都市立第一中学校に改称[4]
  - 4月1日 - 学制改革により、新制中学校を併設[4]
  - 5月5日 - 新制中学校を京都市立壬生中学校と改称[4][9]
- 1948年（昭和23年）4月1日 - 京都市立松原中学校開校[4][9][10][注釈 1]
- 1978年（昭和53年） - 正門が松原通から高辻通側に移る[4]。

## 通学区域
松原中学校の通学区域は、京都市立朱雀第三小学校（中京区）と京都市立光徳小学校（下京区）の通学区域である。

## 関係者
- 今くるよ - 卒業生。漫才師。